# Charlesworth Bodies

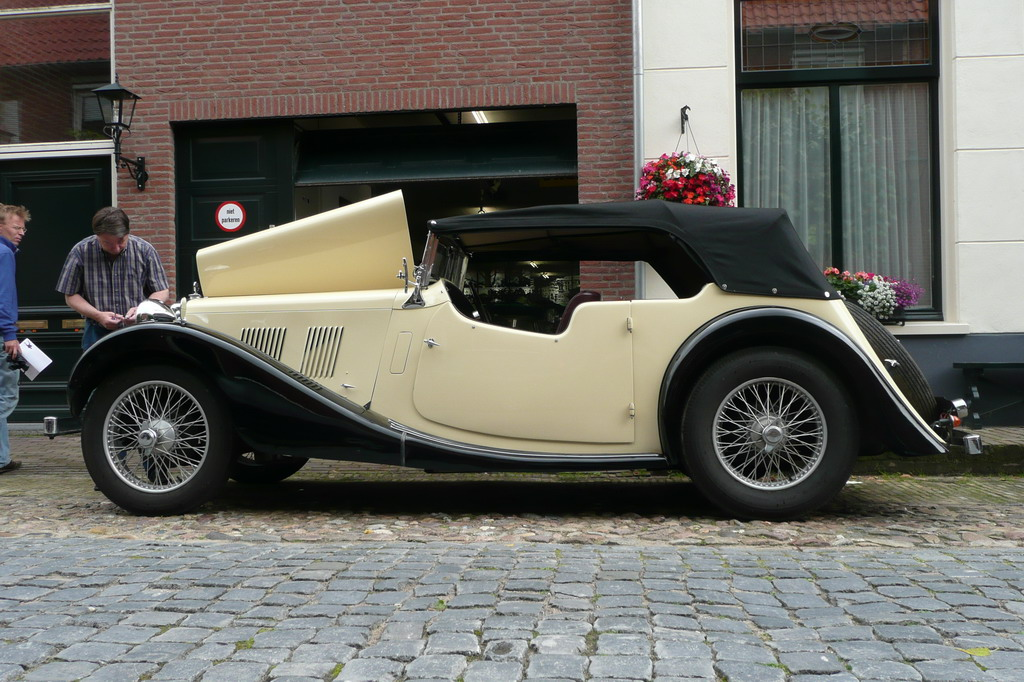
MG VA tourer 1938

Charlesworth Bodies Limited de Much Park Street, Coventry, était propriétaire d'une affaire de carrosserie fondée en 1907 par trois partenaires, messieurs Gray, Hill et Steane.

## Le produit Principal

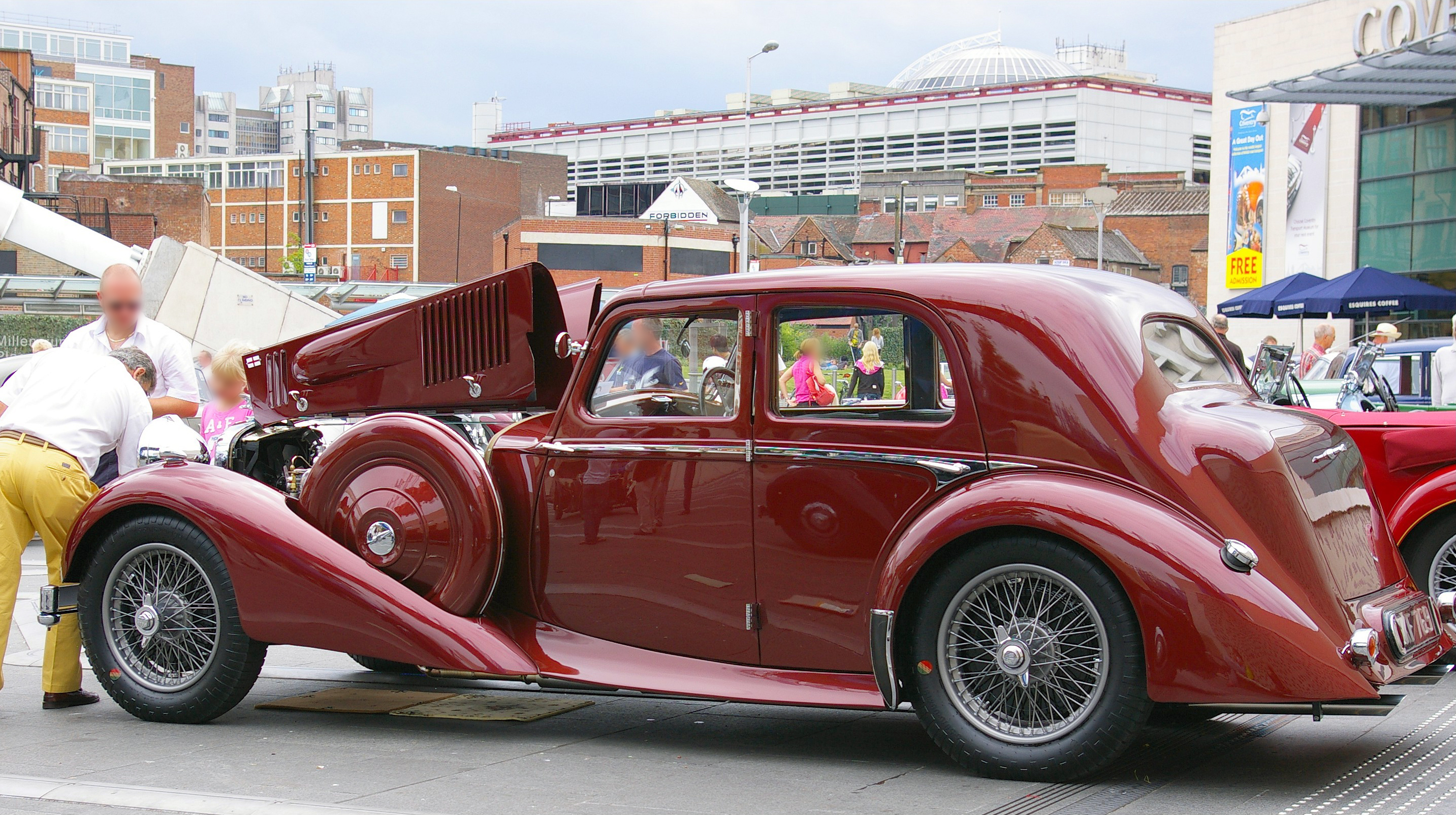
Alvis Speed 25 1939

La société fabriqua des petites séries de carrosseries pour les petits fabricants, parmi lesquels MG, Alvis, Armstrong Siddeley (à Parkside par Charlesworth), Brough Superior et Lea-Francis ainsi que sur les châssis du marché de masse des Hillman et Singer. Ils ont également réalisé quelques carrosseries sur commande sur des châssis tels que Daimler, ainsi que des carrosseries commerciales légères comme des fourgonnettes.

## Burlington Carriage
Le carrossier Burlington Carriage Company Limited, (associé à Siddeley-Deasy), bien qu'indépendant, exploita un bureau dans locaux de Charlesworth à Parkside autour de l'époque de la Première Guerre mondiale, puis devint une filiale d'Armstrong Siddeley.

## Vente

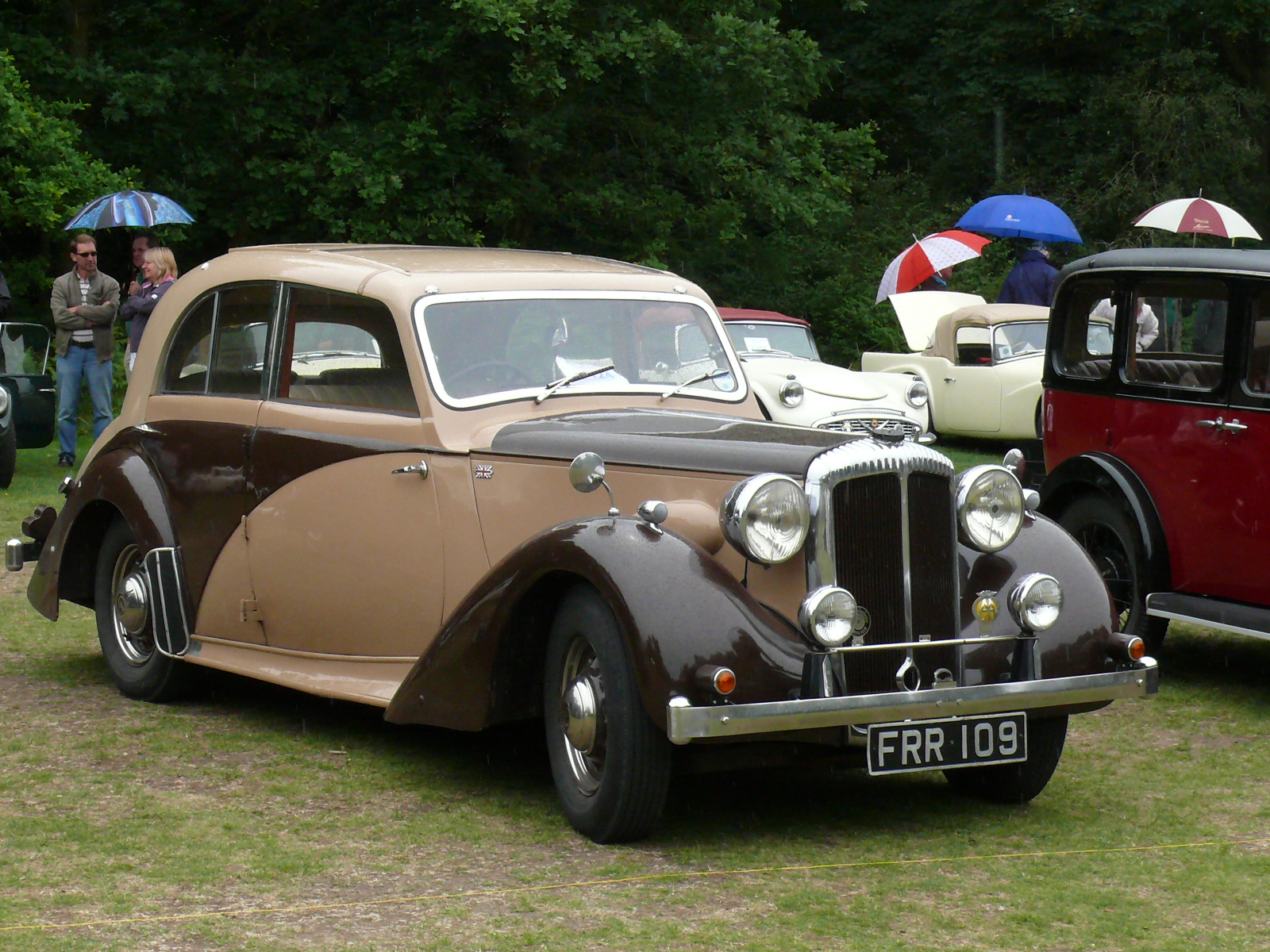
Carrosserie Sur mesure pour une Daimler Dauphin, 1940

Lorsque les carrosseries tissu étaient à la mode dans les années 1920 et au début des années 1930, Charlesworth avait une licence Weymann. L'entreprise a été mise en vente "pour continuité" en avril 1927 "en raison de la mort d'un directeur". La description précise que les locaux sont privés et couvrent environ 6 000 mètres carrés au cœur de la ville, équipés de toute la machinerie moderne pour le métier. "L'entreprise montre de substantiels bénéfices sur une période de temps considérable." En 1931, la société est liquidée et un nouveau propriétaire de l'entreprise est incorporé, Charlesworth Bodies (1931) Limited, qui a été rapidement autorisé à laisser tomber le (1931).
Le style maison de Charlesworth au début des années 1930 était une ligne de toit basse avec des courbes composées et une profonde taille moulée.

## Seconde Guerre mondiale
Au cours de la Seconde Guerre mondiale Charlesworth fabriqua des composants d'aéronef; leurs opérations comprenant une usine dans le Gloucestershire, et Cecil Kimber faisait partie du personnel. Au début de 1946, une série de petites publicités proposait la "Meilleure Rénovation de Voiture" à la lumière de la pénurie de voitures d'après-guerre.
Charlesworth a continué à faire des carrosseries après la Seconde Guerre mondiale, y compris des Daimler de différentes tailles. Il semble que les dossiers de l'entreprise aient été détruits après la cessation vers 1950.